# Vanoverberghia sepulchrei
Vanoverberghia sepulchrei là một loài thực vật có hoa trong họ Gừng. Loài này được Elmer Drew Merrill miêu tả khoa học đầu tiên năm 1912.

## Từ nguyên
Tính từ định danh loài là để vinh danh Jules Sépulchre (1880-1912), tu sĩ Công giáo đã hỗ trợ Morice Vanoverbergh trong các công cuộc thám hiểm thực vật tại Botoc, Luzon.

## Phân bố
V. sepulchrei là loài đặc hữu đảo Luzon, Philippines. Nó đặc biệt phổ biến ở các tỉnh Benguet, Ifugao, Mountain (Bulubundukin) và Sorsogon trong các khu rừng nguyên sinh, dọc theo các con suối và khe núi ở độ cao 700–1.600 m (2.300-5.250 ft). Các tên gọi thông thường tại Philippines: agbab hay akbab (tiếng Bontoc), barapat, paddapad hay chakchakil (tiếng Igorot).

## Mô tả
Cây thân thảo trên cạn mọc thành cụm lỏng lẻo hoặc dày dặc. Thân rễ ngang 3–4 cm, màu đỏ, khi cắt ra có mùi thơm nồng, vảy dày, màu nâu. Chồi lá mọc từ thẳng đến rủ xuống, thân giả dài 4–8 m, gốc hình củ hành, màu đỏ; bẹ nhẵn nhụi, màu xanh lục; lưỡi bẹ hình trứng, 7-13 × 6–10 mm, như da, nhẵn nhụi, màu đỏ, đỉnh thuôn tròn và nguyên; cuống lá thon tròn, gần như không cuống hoặc dài ~10 mm, màu đỏ, nhẵn nhụi; phiến lá thuôn dài, 30–45 × 12–17 cm, các phiến lớn nhất nằm ở phần trên, khuất, màu xanh lục đậm ở trên, nhạt hơn ở dưới, nhẵn nhụi cả hai mặt, đáy thuôn tròn, mép nguyên, đỉnh hình đuôi với chóp hình lông roi dài 3–5 cm. Cụm hoa dài 18–30 cm; cuống cụm thon tròn, dài 8–20 cm, nhẵn nhụi, màu đỏ đậm, đối diện 2-3 lá bắc bền; cán hoa dài 6–12 cm, nhẵn nhụi, màu đỏ đậm; cuống hoa dài 2–5 mm, nhẵn nhụi, màu đỏ đến hồng; lá bắc có mo, hình ống và có lông tơ ở gốc, 25-30 × 15–20 mm khi dẹt, màu trắng ánh hồng ở gốc và màu nâu ở đỉnh có lông tơ; nụ hoa hình trụ; hoa tụ tập dọc theo cán hoa, nhiều, màu trắng; đài hoa hình phễu, dài 15–20 mm, nhẵn nhụi, màu trắng, đỉnh 2-3 răng, có lông tơ; ống tràng hoa dài 12–16 mm, nhẵn nhụi, màu trắng; thùy tràng ở lưng thẳng-thuôn dài, 22–27 × 5–6 mm, nhẵn nhụi, màu trắng, đỉnh thuôn tròn, có nắp với một khe nhỏ ở giữa; các thùy tràng ở bên thẳng-thuôn dài, 20–32 × 4–5 mm, nhẵn nhụi, màu trắng, đỉnh thuôn tròn và có nắp; cánh môi hợp sinh với đáy của các thùy tràng bên, phần tự do xẻ đôi, các thùy hình giùi, 17–23 × 1–2 mm, nhẵn nhụi, màu trắng, đáy có lông tơ, đỉnh các thùy nguyên; nhị lép ở bên hình chỉ, dài 5–8 mm, có lông tơ, màu trắng; chỉ nhị bao quanh vòi nhụy gần tới một nửa chiều dài của nó phía trên cánh môi, 30–35 × 3–6 mm, có tuyến, màu trắng; bao phấn thuôn dài 15-20 × 4–5 mm, màu trắng kem, không mào; vòi nhụy dài 4–5 cm, nhẵn nhụi, màu trắng với các đốm; đầu nhụy hình chén, rộng 1–2 mm, màu trắng, miệng nhỏ hình elip, mép có lông cứng lởm chởm; các tuyến trên bầu ép dẹp, hần hình cầu, dài ~1 mm; bầu nhụy hình gần cầu, 4-5 × 2–3 mm, như da, nhẵn nhụi, màu đỏ đậm. Quả hình elipxoit đến hình gần cầu, 21-26 × 13–18 mm, như da, nhẵn nhụi, màu đỏ đậm khi thuần thục, đài hoa bền. Hạt hình gần cầu, màu nâu với áo hạt màu trắng. Ra hoa từ tháng 9 đến tháng 1 năm sau. Tháng 2 bắt đầu ra quả. Thụ phấn xảy ra ban ngày và nhờ ong.

## Sử dụng
Quả của V. sepulchrei được người dân ở tỉnh Mountain ăn và được cho là có vị chua ngọt.